# Lev Tolstoj
Lev Nikolajevitj Tolstoj (russisk: Лев Никола́евич Толсто́й, tr. Lev Nikolájevitj Tolstój,  ( hør), i Vesten også kaldet Leo Tolstoj; født 9. september 1828 i Jasnaja Poljana, Tula guvernement (nu Tula oblast), Det Russiske Kejserrige, død 20. november 1910 i Astapovo, Rjasan guvernement (nu Lipetsk oblast), Det Russiske Kejserrige) var en russisk forfatter og politisk tænker, der er verdensberømt for sine romaner Krig og fred fra 1869 og Anna Karenina fra 1877. Han blev født på familiens gods i Jasnaja Poljana syd for Moskva. Han tilhørte den adelige Tolstoj-slægt sammen med to andre russiske forfattere, Aleksei Konstantinovitj Tolstoj og Aleksei Nikolajevitj Tolstoj.
Tolstoj studerede asiatiske sprog og jura på universitetet, og han forlod det i 1847 uden eksamen. I 1851 gik han ind i hæren og deltog i Krimkrigen i 1854. Året efter forlod han hæren og tog til Sankt Petersborg.
Han fik sit gennembrud med erindringsværket Barndom i 1852. Den blev efterfulgt af Drengeår i 1854 og Ungdom i 1857.
Han forlod Rusland i 1857 og rejste omkring i Vesteuropa en tid. Derefter slog han sig ned ved Volga på en ejendom, han havde arvet. Han blev gift i 1862 med den seksten år yngre Sofija Andrejevna Bers (1844-1919). Her skrev han et af sine mesterværker Krig og fred (1864-69). Romanen følger fem familiers skæbne under Napoleons invasion af Rusland. Hans næste roman Anna Karenina (1873-76) blev en af verdens smukkeste[kilde mangler] kærlighedshistorier.
Tolstoj gennemlevede på et tidspunkt i sit liv en religiøs krise og i de efterfølgende 10-15 år skrev han især religiøse og moralske skrifter. Han overførte sin formue til sin hustru og begyndte at leve som en fattig bonde. Parret fik tretten børn.
Den lille roman Kreutzersonaten fra 1890 opnåede selvstændig berømmelse. Den deler titel med andre kunstværker, der danner en interessant[kilde mangler] kulturhistorisk sammenhæng.
På dansk foreligger novellesamlingen Fortællinger (1965). Novellesamlingens første bog indeholder to kendte noveller: "Herre og tjener" samt "Jord, jord!", anden bog indeholder novellerne "Ivan Illitsjs død" og "Fangen i Kaukasus". Alle rummer de fremragende[kilde mangler] skildringer af tidens russiske typer og af livet i landsbyer på landet, og alle personer, høj som lav, er skildret psykologisk meget plausibelt[kilde mangler]. Et genkommende tema er grådighed, både efter jord og penge, en grådighed som bringer personerne i livssituationer hvor der opstår en mulighed for ny indsigt om det væsentlige i livet.
I 1901 blev Tolstoj udstødt af den ortodokse kirke. Han døde 20. november 1910, 82 år gammel.

## Biografi

### Opvækst og ungdomstid
Lev Tolstoj blev født på familiens gods i Jasnaja Poljana, hvor han også senere skrev mange af sine bøger og politiske essays. Han var det fjerde af fem børn af grev Nikolaj Iljitj Tolstoj, en veteran fra Napoleonskrigene, og hans kone, grevinde Marija Tolstaja (Volkonskaja). Moren døde i barselseng, da Lev var to år, uden at hun efterlod nogen billeder af sig selv, og han kunne derfor ikke huske eller finde ud af, hvordan hun så ud. Han havde tre ældre brødre, Nikolaj, Sergej og Dmitrij, samt en yngre søster, Marija.
Som lille dreng fortalte Nikolaj ham, at han havde skrevet hemmeligheden om, hvordan man kan gøre alle mennesker lykkelige, på en grøn pind som han havde gemt ved vejen i Sakas-skoven. Senere bad Lev om at blive begravet hvor pinden ifølge broren lå begravet.

### Ægteskabet
Den 23. september 1862 giftede den 34-årige Tolstoj sig med den 18-årige Sofja Andrejevna Behrs, som var datter af en hoflæge. Familie og venner kaldte hende Sonja, et russisk kælenavn for Sofja. De fik tretten børn, hvoraf fem døde som børn. På bryllupsnatten gav han hende sine dagbøger, hvor der blandt andet var detaljer om hans tidligere omfattende sexliv, og der stod også, at en af de livegne på hans gods havde født ham en søn. Til trods for dette virkede det som om deres ægteskab var lykkeligt, og Tolstoj skrev Krig og fred og Anna Karenina med Sonja som sekretær, korrekturlæser og økonomiansvarlig. Den sidste del af deres liv sammen er dog beskrevet af A.N. Wilson som en af de ulykkeligste i litteraturhistorien. Tolstojs relation med sin kone blev stadigt dårligere, efterhånden som hans synspunkter blev mere og mere radikale i forhold til det omkringliggende samfunds. Hans synspunkter resulterede blandt andet i, at han ville fraskrive sig sin arv og indtjente formue samt frasige sig ophavsretten til sine tidligere værker.

## Religiøse og politiske anskuelser
Tolstoj udviklede i bogen Царство Божие внутри вас (1894; dansk: "Guds rige er inden i jer", på engelsk oversat til The Kingdom of God Is within You; dansk oversættelse: Kristi Lære og Kirkens Lære, 1894) en overbevisning, især baseret på Bjergprædikenen i Det Nye Testamente, som gik imod stat og krig. Han mente, at statens magt er baseret på fire magtteknikker: 1) intimidering, 2) korruption gennem tildeling af privilegier og rigdom, 3) "hypnotisering", forstået som manipulation af folks overbevisninger, og 4) et voldsapparat i form af militær og politi.
Bjergprædikenens ord om at elske sin fjende og ikke at yde modstand mod vold så han som udtryk for ægte kristendom i modsætning til den officielle. Han troede på, at udbredelsen af denne erkendelse ville kunne resultere i et paradigmeskifte, som ville få staten til at falde. Han brugte H.C. Andersens fortælling om "Kejserens nye klæder" som illustration af, hvordan denne erkendelse pludselig ville kunne bryde igennem. Han mente, at den officielle magt-ideologi var i modsætning til almindelige menneskers opfattelse af retfærdighed, men at de færreste kunne gennemskue dette på grund af de fire magtteknikker.
Disse idéer havde direkte indflydelse på Mahatma Gandhi og den pacifistiske bevægelse og havde også stor indflydelse på udviklingen af kristen anarkistisk tænkning.

## Udmærkelser
Tolstoj fik aldrig Nobelprisen i litteratur, til trods for at det var på tale to gange: i 1901 og 1902. Han blev forbigået på grund af sine anarkistiske og religiøse holdninger.[kilde mangler] Han havde desuden selv meldt ud, at han ville afslå prisen. Men efter den første uddeling af prisen i 1901 sendte en række forfattere et brev, hvori de udtrykte deres beundring for hans forfatterskab. Det var blandt andet Selma Lagerlöf og August Strindberg.
Krig og fred fik i 2003 udmærkelsen som en af Englands 21 mest elskede romaner i en afstemning som en del af BBC's læreprogram The Big Read. Anna Karenina var på Top 100 i samme program; den blev desuden valgt som Oprah Winfreys Book Club Pick i maj 2004.
Flere veje og pladser er opkaldt efter Lev Tolstoj. I Danmark findes Tolstojs Allé i Søborg i Gladsaxe kommune.